# 羅斯加滕門

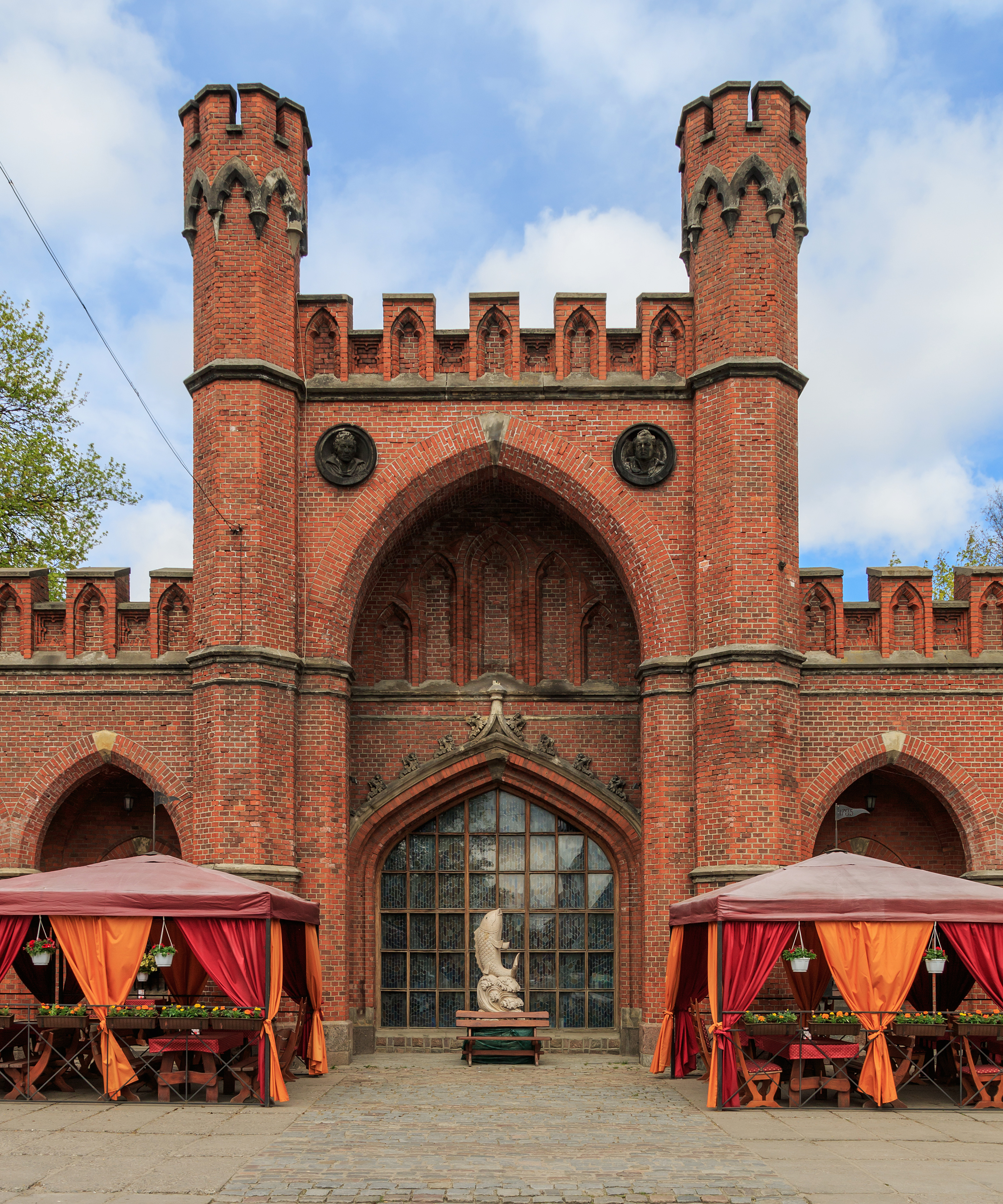
羅斯加滕門

羅斯加滕門（俄语：Росгартенские ворота）是俄羅斯城市加里寧格勒的七座現存城門之一，靠近加里寧格勒琥珀博物館。在二戰期間該建築曾被破壞，但現在已得到修復。